# Wollongong
Wollongong (/ˈwʊlənɡɒŋ/), også uformelt kaldet "The Gong", er en by i Illawarra-regionen i New South Wales, Australien. Navnet menes at komme fra ordet woolyungah som blev brugt af de lokale indfødte, da de første europæere bosatte sig, og betyder fem øer.
Wollongong ligger på en smal kystslette mellem den regnskovsdækkede skrænt Illawarra Escarpment og Stillehavet, 85 kilometer syd for det centrale Sydney. Wollongong har en befolkning på 305.880 (juni 2021), hvilket gør den til den tredjestørste by i New South Wales efter Sydney og Newcastle og den tiende-største by i Australien.
Wollongong-området strækker sig fra Helensburgh i nord til Windang og Yallah i syd. Geologisk ligger byen i den sydøstlige del af Sydney-basinet, som strækker sig fra Newcastle til Nowra.
Wollongong har en lang historie for kulminedrift og tung industri. Byen har en stor industrihavn og er et regionalt center for fiskeindustrien på sydkysten. Den har to katedraler, kirker for mange trosretninger og Nan Tien Templet. University of Wollongong har over 34.000 studenter, hvoraf mere end 23.000 læser i Wollongong.

## Historie
Området var oprindeligt beboet af det aboriginske folk dharawal (også stavet turuwal, tharawal). De første europæere, der besøgte området var de to opdagelsesrejsende George Bass og Matthew Flinders, som sejlede fra Sydney og lagde til ved Lake Illawarra i 1796. De første bosættere var skovhuggere, som fældede cedertræer i starten af 1800-tallet. De blev efterfulgt af kvægfarmere i 1812 og den første hytte blev bygget i området i 1815. De første farmere fik tildelt jord i området i 1816. I 1830 blev der bygget militærbarakker tæt på den nuværende havn. Flere bosættere ankom og i 1834 blev en byplan udfærdiget. 26. november 1834 blev byen officielt grundlagt og den første retsbygning blev opført. Hovedvejen gennem Illawara Escarpment gennem Bulli Pass blev bygget af straffefanger i 1835–6. Andre passager som O'Briens Road og Rixons Pass blev også bygget i det 19. århundrede. Kulminedrift begyndte først i 1849 ved Mount Keira, selvom man havde vidst, der var kul siden 1797. Forsinkelsen skyldtes dels at Illawara var svært tilgængeligt og dels at et privat firma, Australian Agricultural Company, i Newcastle havde fået monopol på udvinding af kul i kolonien. Flere miner åbnede de følgende år. I starten blev kullet læsset på vogne, der blev trukket af heste til havnen, men i 1859 begyndte man an anlægge sporveje med hestetrukne vogne.
I 1856 havde Wollongong nået en befolkning på 864. I 1858 blev en ny retsbygning bygget. I 1862 åbnede telegraflinjen mellem Wollongong og Bellambi, og i 1865 fik byen sin første gasforsyning fra et gasværk i Corrimal Street. De stigende mængder kul, der udskibedes, førte til en større udvidelse af havnen i 1868 med Belmore Basin. Patrick Lahiff grundlagde et koksværk ved havnen i 1870' erne. Han byggede to koksovne, som dog blev revet ned i 1892.

I 1871 stod det gamle fyrtårn færdigt. Alligevel gik den britiske clipper, Queen of Nations, i 1881 på grund ud for udmundingen af Towradgi Creek. Lasten indeholdt bl.a. 24.000 flasker Hennessy Cognac. Lokalt politi og toldvæsenet i New South Wales bjærgede mindst 5.000 flasker, men mange blev plyndret af offentligheden. Resterne af vraget ligger kun omkring 70 meter fra kysten på 3 til 5 meters vand. Af og til afdækker en kraftig storm noget af vraget. Det skete i 1991, og plyndringen gentog sig. Den australske regering skyndte sig at frede vraget for at kunne beskytte det.
I 1880 brugte man for første gang damplokomotiver til at fragte kul fra Mount Keira til havnen. Gadebelysning med gas blev indført i 1883. I 1885 åbnede en ny retsbygning i Market Street. Som mange andre australske retsbygninger, var den bygget i nyklassicistisk stil, som man anså som passende til offentlige bygninger. Det første rådhus blev bygget i 1886, og i 1887 åbnede jernbaneforbindelsen til Sydney med Illawarra Railway. I dag fortsætter jernbanen mod syd til Bomaderry og Shoalhaven River. Australiens værste kulmineulykke fandt sted i 1902, da en eksplosion i Mount Kembla minen dræbte 94 mænd i alderen 14 - 69 år. Yderligere to døde i forsøget på at redde overlevende. Overlevende blev behandlet på "A. M. (Albert Memorial) Hospital", som åbnede i 1864 og lukkede, da Wollongong Hospital åbnede i 1907 på Garden Hill.
Tung industri blev trukket til regionen, da der var let adgang til kul. I 1928 startede Hoskins, senere Australian Iron & Steel, et stålværk ved Port Kembla, få kilometer syd for Wollongong. I 1936 stod Wollongongs nye fyrtårn ved Flagstaff Point færdigt. I 1942 fik Wollongong status som City og i 1947 blev City of Greater Wollongong dannet. I 1954 nåede befolkningstallet i Wollongong op på 90.852. I 1961 åbnede Wollongong University College og i 1963 Wollongong Teachers College.
Selvom traditionelle industrivirksomheder oplevede en nedtur efter, at Australien opgav sin protektionistiske økonomiske politik i 1980'erne, er der stadig mange industrivirksomheder tilbage. Byens økonomi er dog ikke længere kun afhængig af industrien. Uddannelse, turisme og boligbyggeri bidrager også betydeligt.
- Maleri af Queen of Nations af Richard Ball Spencer
- Wollongong Head Lighthouse og Flagstaff Hill Fort
- Crown Street i 1940'erne
- Tidligere postkontor

## Geografi
Wollongong ligger på en smal kystslette med det Tasmanske Hav mod øst og en stejl sandstensskrænt kaldet Illawarra Escarpment mod vest. Kystsletten er bredest mod syd og smallest mod nord. 
Syd for centrum, men inde i byområdet, ligger den store lagune Lake Illawarra.
Skrænten er mellem 150 og 750 meter høj med lokalt kendte bjerge som Mount Keira (464 meter), Mount Kembla (534 meter), Broker's Nose (440 meter) og Mount Murray (768 meter) mod syd. Skrænten indeholder lag af kul, og der er lavet flere kulminer med vandrette minegange i skrænten. Nogle steder når Wollongongs forstæder helt ud til de lavere dele af skrænten, men størstedelen er relativt uberørt med tæt vegetation, heraf stykker med tempereret regnskov. Det meste af skrænten er beskyttet af fredninger og er en visuel baggrund for byen.
Mod nord når skrænten helt ud til kysten, hvilket tidligere gjorde byen vanskeligt tilgængeligt nordfra.
Mod syd når kystsletten sin største bredde omkring Albion Park, hvor den store saltvandslagune ligger helt ud til havet.
Kystsletten består af særdeles frugtbart alluvium, som gjorde Wollongong attraktivt for landbrugere i det 19. århundrede. Der er mange bakker, og selv om de færreste er over 100 meter høje, så har store dele af byen et kuperet landskab. Kystsletten gennemskæres af flere korte vandløb, som efter regn strømmer hurtigt og tit flyder over: Fairy Creek (Para Creek), Cabbage Tree Creek, Allans Creek, Nostaw Ravine, Jimbob Creek, Mullet Creek og Macquarie Rivulet.
Kystlinjen har mange strande med karakteristisk gulligt sand. Strandene afbrydes af klippefyldte forbjerge som Tego Rock. Nogle af disse forbjerge er blevet udgravet og udvidet for at skaffe de kunstige havne i Wollongong, Port Kembla, Shellharbour og Kiama. Ud for kysten lige syd for Wollongongs centrum og nær Port Kembla ligger en gruppe på fem øer, som kaldes The Five Islands. Øerne er i dag et vildtreservat.

### Administration
Der er ingen overordnet administrativ enhed, som svarer til hele Wollongong-metropolområdet, men den centrale del af byen ligger i lokalregeringsområdet City of Wollongong. Længere mod syd ligger de to lokalregeringsområder City of Shellharbour og Municipal of Kiama.

### Indre by
Den indre by omfatter forstæderne Wollongong og North Wollongong, som strækker sig fra Fairy Creek i nord, til Wollongong Hospital i vest og Greenhouse Park i syd. Ved folketællingen i 2016 havde den centrale by 18.442 indbyggere.
Den centrale by er et betydeligt forretningsomtåde med mange kædebutikker, specialbutikker, underholdningssteder og kontorer. Den er koncentreret om Crown Street Mall og Wollongong Central og afgrænses stort set af Market Street, Corrimal Street, Burelli Street og jernbanen. Udenom ligger en blanding af parker, erhvervsejendomme, huse og etageboliger. Etageboliger er især udbredt i Smith's Hill, nordøst for centrum, som afspejler, at det er populært at bo i den indre by med havudsigt og nem adgang til badestrande.
Øst for byen ligger Flagstaff Point, et forbjerg med lave eroderede klipper med græs på toppen. Nordsiden blev udgravet af straffefanger, da man udvidede havnen med Belmore Basin. Havnen blev senere udvidet med en mole mod nord. Ved Flagstaff Point ligger et gammelt kolonifort med flere restaurerede kanoner og to fyrtårne, som udgør et karakteristisk kendetegn på den australske øskyst. Det gamle fyrtårn, Wollongong Breakwater Lighthouse, ligger ved indsejlingen til havnen. Det blev bygget i smedejern i 1871 og er blevet byens ikon, selv om det ikke har været i brug siden 1974. Det nyere fyrtårn, Wollongong Head Lighthouse, blev bygget i 1936 på toppen af Flagstaff Hill og er stadig i brug. Belmore Basin er hjemsted for den kommercielle fiskeflådet og Fisherman's Co-op, mens resten af havnen benyttes af private både.
De vigtigste strande i det centrale Wollongong er North Wollongong (eller blot North) Beach, som strækker sig fra Fairy Lagoon og Puckeys Estate Reserve, og Wollongong City Beach, som strækker sig mod syd fra Flagstaff Point til Coniston Beach.

### Port Kembla
Otte kilometer syd for Wollongong centrum ligger Port Kembla, som har en stor havn og Australiens største industrikompleks. Havnen blev anlagt i slutningen af 1890'erne til at udskibe kul fra minerne i området.
I 1908 startede et kobbersmelteværk og raffinaderi, Electrolytic Refinery and Smelting Company of Australia, produktion i Port Kembla. I 1917 åbnede Metal Manufactures og i 1927 stålværket Hoskins Iron & Steel Works, som blev til Australian Iron & Steel året efter. Det tidligere Broken Hill Proprietary Company (nu BHP) opkøbte AI&S i 1935. I starten af 1980'erne var der over 20.000 ansatte på stålværket, men siden er antallet af ansatte faldet kraftigt ligesom i de andre virksomheder i sværindustrien. I dag har BHP udskilt deres ståldivision i et separat firma nu kendt som BlueScope. Stålværket er Australiens største producent af pladestål med en kapacitet på 2,6 millioner ton råstål om året. Der er stadig flere andre store industrivirksomheder i Port Kembla, som har Australiens største koncentration af sværindustri som gødningsfabrik, elektrolytisk kobbersmelteværk, lokomotivværksted, shipping-terminaler til kul og korn samt en producent af industrigasser.

### Klima
Wollongong har et kystklima (Köppen: Cfb) men med strejf af fugtigt subtropisk vejr (Cfa), da middeltemperaturen den varmeste måned er 21,9 °C, som kun lige under den subtropiske isoterm på 22 °C. Den højeste registrerede temperatur er 44,1 °C, som blev målt 1. januar 2006, og den laveste er 0,8 °C 27. juli 1986. Begge målinger er fra vejrstationen ved Wollongong University, som ikke findes mere. Wollongong har i gennemsnit 107,4 solskinsdage om året.
Nedbør er spredt udover hele året, men typisk regner det mest den første halvdel af året. Det er ofte orografisk nedbør skabt af Illawara Escarpment og beliggenheden ved det Tasmanske Hav, som gør byen udsat for østvind med højt fugtindhold. 18. august 1998 var der en større oversvømmelse, da Wollongong fik 316 mm regn (forstaden Mt Ousley fik mere end 445 mm). Det meste faldt i løbet af tre timer. Wollongong får også tordenvejr i de varmere måneder med kraftig regn og af og til hagl.
Juli og august er de mest vindrige måneder, med blæst fra vest med vindstød, der kan nå over 100 km/t. Det er typisk tør fønvind fra Great Dividing Range, som er almindelig på denne tid af året i det sydøstlige Australien på læsiden af bjergkæden.
| Klimadata for Bellambi AWS, ca. 7 km nord for Wollongong centrum (1997-2022) | Klimadata for Bellambi AWS, ca. 7 km nord for Wollongong centrum (1997-2022) | Klimadata for Bellambi AWS, ca. 7 km nord for Wollongong centrum (1997-2022) | Klimadata for Bellambi AWS, ca. 7 km nord for Wollongong centrum (1997-2022) | Klimadata for Bellambi AWS, ca. 7 km nord for Wollongong centrum (1997-2022) | Klimadata for Bellambi AWS, ca. 7 km nord for Wollongong centrum (1997-2022) | Klimadata for Bellambi AWS, ca. 7 km nord for Wollongong centrum (1997-2022) | Klimadata for Bellambi AWS, ca. 7 km nord for Wollongong centrum (1997-2022) | Klimadata for Bellambi AWS, ca. 7 km nord for Wollongong centrum (1997-2022) | Klimadata for Bellambi AWS, ca. 7 km nord for Wollongong centrum (1997-2022) | Klimadata for Bellambi AWS, ca. 7 km nord for Wollongong centrum (1997-2022) | Klimadata for Bellambi AWS, ca. 7 km nord for Wollongong centrum (1997-2022) | Klimadata for Bellambi AWS, ca. 7 km nord for Wollongong centrum (1997-2022) | Klimadata for Bellambi AWS, ca. 7 km nord for Wollongong centrum (1997-2022) |
| Måned                                                                        | Jan                                                                          | Feb                                                                          | Mar                                                                          | Apr                                                                          | Maj                                                                          | Jun                                                                          | Jul                                                                          | Aug                                                                          | Sep                                                                          | Okt                                                                          | Nov                                                                          | Dec                                                                          | År                                                                           |
| ---------------------------------------------------------------------------- | ---------------------------------------------------------------------------- | ---------------------------------------------------------------------------- | ---------------------------------------------------------------------------- | ---------------------------------------------------------------------------- | ---------------------------------------------------------------------------- | ---------------------------------------------------------------------------- | ---------------------------------------------------------------------------- | ---------------------------------------------------------------------------- | ---------------------------------------------------------------------------- | ---------------------------------------------------------------------------- | ---------------------------------------------------------------------------- | ---------------------------------------------------------------------------- | ---------------------------------------------------------------------------- |
| Rekord maks                                                                  | 43,7                                                                         | 39,5                                                                         | 37,6                                                                         | 32,2                                                                         | 28,0                                                                         | 24,4                                                                         | 26,8                                                                         | 27,1                                                                         | 33,0                                                                         | 37,7                                                                         | 39,8                                                                         | 38,3                                                                         | 43,7                                                                         |
| Maks, månedlig °C                                                            | 27,6                                                                         | 27,3                                                                         | 26,7                                                                         | 25,0                                                                         | 23,0                                                                         | 20,4                                                                         | 19,8                                                                         | 21,7                                                                         | 25,0                                                                         | 26,9                                                                         | 26,7                                                                         | 28,0                                                                         | 28                                                                           |
| Maks °C                                                                      | 25,0                                                                         | 24,8                                                                         | 23,9                                                                         | 22,3                                                                         | 19,9                                                                         | 17,6                                                                         | 17,2                                                                         | 18,1                                                                         | 20,2                                                                         | 21,6                                                                         | 22,3                                                                         | 23,9                                                                         | 21,4                                                                         |
| Min °C                                                                       | 19,1                                                                         | 19,1                                                                         | 18,1                                                                         | 15,6                                                                         | 13,1                                                                         | 11,1                                                                         | 10,2                                                                         | 10,6                                                                         | 12,4                                                                         | 14,1                                                                         | 15,8                                                                         | 17,5                                                                         | 14,73                                                                        |
| Min, månedlig °C                                                             | 16,2                                                                         | 16,7                                                                         | 15,4                                                                         | 13,0                                                                         | 10,2                                                                         | 8,6                                                                          | 7,8                                                                          | 8,0                                                                          | 9,5                                                                          | 10,8                                                                         | 12,7                                                                         | 14,8                                                                         | 7,8                                                                          |
| Rekord min °C                                                                | 12,8                                                                         | 13,1                                                                         | 10,9                                                                         | 9,0                                                                          | 6,0                                                                          | 5,4                                                                          | 4,1                                                                          | 5,3                                                                          | 6,2                                                                          | 6,1                                                                          | 8,9                                                                          | 10,8                                                                         | 4,1                                                                          |
| Nedbør mm                                                                    | 83,1                                                                         | 155,7                                                                        | 126,0                                                                        | 96,5                                                                         | 83,0                                                                         | 116,4                                                                        | 91,3                                                                         | 90,0                                                                         | 59,7                                                                         | 75,0                                                                         | 92,1                                                                         | 75,4                                                                         | 1.144,2                                                                      |
| Dage med nedbør (≥ 1.0 mm)                                                   | 8,6                                                                          | 9,8                                                                          | 9,9                                                                          | 8,3                                                                          | 6,3                                                                          | 7,5                                                                          | 6,0                                                                          | 5,4                                                                          | 6,2                                                                          | 8,1                                                                          | 9,2                                                                          | 8,4                                                                          | 93,7                                                                         |
| Source: Australian Bureau of Meteorology (temperaturer, nedbør - 1998-2022)  |                                                                              |                                                                              |                                                                              |                                                                              |                                                                              |                                                                              |                                                                              |                                                                              |                                                                              |                                                                              |                                                                              |                                                                              |                                                                              |

## Demografi
Wollongongs metropolis omfatter forstæder, omkringliggende byer og landområder, som strækker sig fra Helensburgh i nord til Kiama i syd. I følge folketællingen i 2021, havde den 305.691 indbyggere.
- Aboriginere og Torresstræde-øboerne udgør 3,6% af befolkningen.
- 76,3% af befolkningen er født i Australien. Derefter er flest født i England 3,9%, Nordmakedonien 1,3%, New Zealand 1,1%, Italien 0,9% og Indien 0,9%.
- 81,7% af befolkningen talte kun engelsk hjemme. Andre sprog talt i hjemmene var makedonsk 2,0%, italiensk 1,1%, arabisk 1,1%, mandarin 0,8% og spansk 0,8%.
- På spørgsmålet om religiøst tilhørsforhold svarede 38,0% ingen religion, 23,3% katolicisme, 13,3% anglicisme .
- 5,1% af de beskæftigede arbejder på hospitaler (undtagen psykiatriske hospitaler), 3,1% arbejder med andre sociale ydelser, 2,8% arbejder med ældrepleje og 2,6% arbejder i handel med dagligvarer.[19]

- St Michaels Katedral
- St Francis Xavier Katedralen
- Nan Tien-Templet

Wollongong forventes at fortsætte sin vækst, selv om der er begrænset plads til udvidelse på grund af geografien. Det gælder især i nord og fremtidig vækst vil primært være i det vestlige Dapto, hvor der er planlagt 19.000 nye boliger til 50,000 indbyggere de næste årtier. Der bygges også nye boliger i syd omkring Albion Park, Shell Cove og Kiama.
| Wollongong Befolkningsvækst 1947–2010 (Statistical Local Area) | Wollongong Befolkningsvækst 1947–2010 (Statistical Local Area) | Wollongong Befolkningsvækst 1947–2010 (Statistical Local Area) | Wollongong Befolkningsvækst 1947–2010 (Statistical Local Area) |
| År                                                             | Indbyggere                                                     | Vækst                                                          | Vækst i %                                                      |
| -------------------------------------------------------------- | -------------------------------------------------------------- | -------------------------------------------------------------- | -------------------------------------------------------------- |
| 1947                                                           | 70.135                                                         |                                                                |                                                                |
| 1954                                                           | 100.725                                                        | 30.590                                                         | 43,6%                                                          |
| 1961                                                           | 150.387                                                        | 49.662                                                         | 49,3%                                                          |
| 1966                                                           | 177.432                                                        | 27.045                                                         | 18,0%                                                          |
| 1971                                                           | 202.800                                                        | 25.368                                                         | 14,3%                                                          |
| 1976                                                           | 222.250                                                        | 19.450                                                         | 9,6%                                                           |
| 1981                                                           | 231.400                                                        | 9.150                                                          | 4,1%                                                           |
| 1986                                                           | 232.240                                                        | 840                                                            | 0,4%                                                           |
| 1991                                                           | 244.930                                                        | 12.690                                                         | 5,5%                                                           |
| 1996                                                           | 255.740                                                        | 10.810                                                         | 4,4%                                                           |
| 2001                                                           | 269.597                                                        | 13.857                                                         | 5,4%                                                           |
| 2006                                                           | 277.984                                                        | 8.387                                                          | 3,1%                                                           |
| 2010                                                           | 292.190                                                        | 14.206                                                         | 5,1%                                                           |
| Kilde: 1947–1996 2001–2010                                     |                                                                |                                                                |                                                                |

Wollongong har en meget multikulturel befolkning. Mange immigranter, som kom efter 2. verdenskrig, fik arbejde på stålværket i Port Kembla, og bosatte sig i de omkringliggende forstæder som Cringila, Warrawong og Coniston. I 1966 var omkring 60% af alle lønmodtagere på stålværket født udenfor Australien og kom fra mere end 100 lande. Det var især briter, irere, makedonere, spaniere, portugisere, grækere, italienere, arabere, russere, bosniere, kroater, serbere, tyskere, tyrkere, chilenere og brasilianere. Da 'hvidt Australien'-politikken blev droppet blev de efterfulgt af indokinesiske flygtninge i 1970'erne og af indere, filippinere, kinesere, japanere, malaysiere, singaporeanere, koreanere og folk fra Stillehavs-øerne i 1980'erne og 1990'erne. University of Wollongong tiltrækker stadigt studerende og ansatte fra hele verden og havde før Covid-19 pandemien omkring 5.000 internationale studerende.
Omkring 20.000 pendler dagligt til Sydney i bil eller tog.

## Uddannelse

### Videregående og erhversuddannelser
Wollongong har ét universitet, University of Wollongong, som tidligere var en del af University of New South Wales. Det har mere end 34.000 studenter, hvoraf over 23.000 læser i Wollongong. Universitetet blev rangeret som nummer 185 på 2023 listen over bedste universiteter af QS World University Rankings. Hoved-campus ligger i Northfields Avenue og Innovation Campus i Squires Way. Sydney Business School, som hører under universitetet, har også en afdeling i Sydney.
TAFE NSW tilbyder erhvervsuddannelser. Det har to afdelinger i byen, hvoraf Wollongong Campus er den største.

### Skoler
Wollongong har flere grundskoler og sekundære skoler, såvel offentlige som private (religiøse og uafhængige).

## Medier
Wollongong har en daglig avis, The Illawarra Mercury, som udkommer mandag til lørdag og udgives af Australian Community Media (ACM). Derudover udgiver ACM flere gratisaviser som Advertiser incorporating Lake Times og Kiama Independent.
Wollongong og Illawarra-regionen har tre kommercielle tv-netværk – WIN Television, Prime7 og Southern Cross 10. Dertil kommer Australian Broadcasting Corporation (ABC) og Special Broadcasting Service (SBS).

## Kultur

### Kunst
Wollongong har en aktiv kunstscene. Byen har flere musik- og jazzgrupper og Wollongong Conservatorium of Music udbyder undervisning i instrumenter og sang indenfor klassisk, jazz og moderne musik. Det er et af de største regionale konservatorier i Australien og ligger i det the historiske Gleniffer Brae Manor House, som er en del af Wollongong Botanic Gardens.
Den lokale professionelle teatergruppe, Merrigong Theatre Company, som driver Illawarra Performing Arts Centre og Wollongong Town Hall, afholder en række arrangementer i byens centrum. Arcadians, Phoenix Theatre og Wollongong Workshop Theatre er andre lokale teatergrupper.
Den årlige Wollongong Eisteddfod har optrædender af lokal talent indenfor musik, teater og dans.
Wollongong Art Gallery har en betydelig samling af kunst fra Illawarra, moderne australsk kunst, aboriginsk og asiatisk kunst.
Rockgrupperne Tumbleweed og Hockey Dad blev dannet i Wollongong i henholdsvis 1990 og 2013.
Yours and Owls er en årlig musikfestival med 12.000 gæster, som præsenterer nye og lovende australske og internationale grupper.

Wollongong er også vært for Wonderwalls, som er en årlig street art festival med lokale og internationalt anerkendte kunstnere.

### Underholdning og natteliv
Crown Street Mall har mange resturauranter, cafeer, biografer og Illawarra Performing Arts Centre. Ved siden af WIN Stadium, hjemmebane for NRL-holdet St. George Illawarra Dragons, ligger WIN Entertainment Centre, som er en multiarena, der benyttes til koncerter og sportsbegivenheder (bl.a. basketball og motocross stunt shows). Der er talrige natklubber, pubber og klubber som The Illawarra Master Builders Club, The Grand Hotel, Mr Crown, Ron De Vu, The Illawarra Hotel, The Harp Hotel og The North Wollongong Hotel. De fleste forstæder har deres egne hoteller.

### Rekreative tilbud
Wollongong har 17 badestrande med livreddere i sommersæsonen: Stanwell Park, Coalcliff, Scarborough/Wombarra, Coledale, Austinmer, Thirroul, Sandon Point, Bulli, Woonona, Bellambi, Corrimal, Towradgi, Fairy Meadow, North Wollongong, Wollongong City, Port Kembla og Windang. Surfing, fiskeri fra klipperne, svømning og skimboarding er populære aktiviteter. Wollongong til Thirroul Bike Track er en 13 kilometer lang vandre- og cykelrute, som starter ved Wollongong Beach og følger kysten nordpå. Den bruges af vandrere, joggere, skatere og cyklister. Vandreture på Mount Keira og Mount Kembla samt motorcross på Motocross Track på skrænten vest for Wollongong er også populære aktiviteter.
Wollongong har mange parker. I byens centrum ligger MacCabe Park med legeplads, ungdomscenter, krigsmindesmærke, kulturcenter, skulptur og et amfiteater. Lang Park, ved Wollongong City Beach har flere shelters, som blev bygget i 1950'erne. De var tæt på at blive revet ned, men blev reddet af lokal modstand. Stuart Park ved kysten, nord for byen men syd for Fairy Lagoon og Puckeys Estate Reserve, er et kendt landingssted for faldskærmsudspringere såvel som et populært samlingssted for diverse udendørs- og sociale aktiviteter. Stuart Park er også kendt for sine karakteristiske Norfolk Island fyrretræer, som blev plantet under et turistboom i North Wollongong i 1920'erne. J.J.Kelly Park mod syd bliver brugt af cirkusser, men har også et beskyttet område omkring et lille vandløb, som fører til Greenhouse Park nord for stålværket i Port Kembla Steelworks, som er genbeplantet og med et udsigtspunkt over industriområdet. Her er også resterne af Tom Thumb Lagoon, som en gang strakte sig mod nord til Swan Street. I Beaton Park i Gwynneville ligger Beaton Park Leisure Center, som har tennisbaner, atletikfaciliteter, svømmehal, sportshal, fitness center m.m.

### Sport

#### Rugby league
St George Illawarra Dragons Rugby league klub repræsenter byen i National Rugby League (NRL). Klubben blev dannet ved en sammenlægning af St. George Dragons og Illawarra Steelers i 1999, og de spiller halvdelen af hjemmekampene på WIN Stadium i Wollongong. De vandt mesterskabet i 2010.

#### Basketball
Illawarra Hawks spiller i National Basketball League og er den eneste klub i NBL, som har været med alle sæsoner siden turneringen startede i 1979. Hjemmekampene bliver spillet i WIN Entertainment Centre, som også kaldes "The Sandpit" (sandkassen) i NBL, da det ligger tæt på stranden. Dermed er Illawara Hawks det eneste professionelle sportshold, som spiller alle hjemmekampe i Wollongong. Holdet vandt sit hidtil eneste mesterskab i 2001.

#### Andre sportsgrene
Wollongong har ikke noget crickethold, der repræsenterer byen på seniorniveau.
Illawarra Lions repræsenterer regionen i Sydney AFL turneringen i australsk fodbold.
Illawarriors er en rugby union klub, som spiller i Shute Shield NSW turneringen. Klubben spiller nogle af sine kampe på WIN Stadium.
Wollongong Wolves FC er byens bedste fodboldhold, som spiller på næsthøjeste niveau i New South Wales Premier League.
Den første vandpolokamp i Wollongong blev spillet i 1894 mellem Wollongong og Kiama Swim Club ved Brighton Beach (Kiama vandt 3-0). Illawarra Water Polo Club spiller i dag i UOW Pool. Det bedste hold deltager i NSW Country Club Championships.
Illawarra Cycling Club afholder landevejscykelløb næsten hver uge. Om sommeren køres der også baneløb i Unanderra Velodrome ved Princes Highway. Wollongong var vært for verdensmesterskaberne i landevejscykling i 2022.
Vintersvømmeklubben Wollongong Whales konkurrerer i Winter Swimming Association of Australia Championships.
Andre populære sportsgrene i Illawarra er golf, klatring, surfing, cup stacking, triatlon, ultimate frisbee og mountainbike.

## Transport

### Vejnet
Hovedvejen til Wollongong er M1 Princes Motorway. Motorvejen, som er en del af National Route 1, går ned af Illawara Escarpment ved Mount Ousley Road, når byen tæt på University of Wollongong og fortsætter ud af byen mod syd. En anden hovedvej, Memorial Drive fortsætter mod nord fra universitetet til de nordlige forstæder, Bulli Pass og Lawrence Hargrave Drive, som følger klipperne langs kysten. Nedfald af klippestykker gjorde det nødvendigt at erstatte en del af Lawrence Hargrave Drive med broen Sea Cliff Bridge, som går over oversvømmet klippegrund. Illawarra Highway forbinder Wollongongs sydlige forstæder med Southern Highlands via Macquarie Pass.
Southern Freeway og Princes Highway før ind i landet og går over skrænten ved Bulli Pass og Mount Ousley.

### Jernbane
Illawarra-jernbanen forbinder Wollongong med Sydney med passagertog mod nord samt Nowra og Kiama mod syd. På strækningen til Sydney går jernbanen gennem flere tunneller. Jernbanen blev elektrificeret mellem Sydney og Wollongong i 1985 og videre til Dapto i 1993. En sidelinje forbinder centrum af Wollongong med Port Kembla. Der er fragttog fra Port Kembla og Manildra Groups fabrik ved Bomaderry til Sydney.
Jernbanen til Moss Vale i Southern Highlands har ikke længere passagerdrift og er erstattet med busser. Jernbanen bruges dog stadig til fragt.

### Busser
Busdriften i Wollongong vareaftages af de to private firmaer Premier Illawarra og Dion's Bus Service. Sidstnævnte har ligesom andre firmaer også skolebusser og charterbusser. Wollongongs hovedbanegård er også centrum for busnettet. Der er busforbindelser fra Wollongong til Shellharbour, Lake Illawarra og Royal National Park. Der er også en gratis shuttle bus, som forbinder centrum, universitetet og forstæderne North Wollongong, Fairy Meadow og Gwynneville.

### Luftfart
Wollongongs lufthavn er Shellharbour Airport, også kendt som Illawarra Regional Airport og Wollongong Airport. Lufthavnen ligger i Albion Park Rail, 18 kilometer syd for centrum i Shellharbour City lokalregeringsområdet.
Link Airways har flyruter til Melbourne (Essendon) og Brisbane.
Der er flere charterselskaber som NSW Air, EliteJet og Touchdown Helicopters. Historical Aircraft Restoration Society, som er gruppe af flyentusiaster, der restaurerer gamle fly, har et museum i lufthavnen.

## Venskabsbyer
Wollongong har tre venskabsbyer:
- Kawasaki, Japan, formelt etableret 1988
- Ohrid, Nordmakedonien, etableret 1981, afbrudt og formelt genetableret 1999
- Longyan, Kina, formelt etableret 2001